# Die Christengemeinschaft
Die Christengemeinschaft, Bewegung für religiöse Erneuerung, ist eine christliche Kirche, die sich als der Anthroposophie nahestehende, aber selbständige Kultusgemeinschaft versteht. Sie wurde nach Anregungen Rudolf Steiners, der den Kultus entwarf, am 16. September 1922 in Dornach (Schweiz) von einer Gruppe von 45 Theologen, Pfarrern und Studierenden überwiegend evangelischer Herkunft unter der Leitung von Friedrich Rittelmeyer gegründet.

## Geschichte und Herkunft
Der Begründer der Anthroposophie Rudolf Steiner entwarf Bezeichnung und Struktur der neuen Religionsgemeinschaft. Die Christengemeinschaft stützt sich in ihrem Verständnis des Christentums einerseits auf die gesamte christliche Überlieferung, andererseits wesentlich auf die Anthroposophie, die in Übereinstimmung mit dem Neuen Testament in dem Tod und der Auferstehung Jesu Christi das entscheidende Mittelpunktsereignis der Menschheitsgeschichte sieht. Der Theosoph Michael Bauer stand in den 1900er Jahren mit dem evangelischen Pfarrer Friedrich Rittelmeyer von der Neuen Kirche in Berlin in Kontakt. Rittelmeyer wollte mehr über die damals populäre Theosophie erfahren. Im Jahr 1911 stellte Bauer den Kontakt zwischen Rittelmeyer und Steiner her.
Nach dem Ersten Weltkrieg sammelte sich eine Gruppe von 18 jungen Deutschen um Rudolf Steiner. Eine von Gottfried Husemann am 22. Mai 1921 formulierte schriftliche Anfrage, ob und wie eine religiöse Erneuerung im Sinne der Anthroposophie möglich sei, beantwortete Steiner mit einem ersten Kurs für Interessierte vom 12. bis 16. Juni 1921 in Stuttgart. Der Kreis bestand, wie Friedrich Heyer schreibt, aus „evangelischen Theologen und suchenden Künstlern und Akademikern […] erneuerungswillig wie keine andere Gruppe“. Vor dem Eindruck der Katastrophe des Ersten Weltkrieges suchten viele junge Menschen nach Orientierung durch die Hinwendung zum Religiösen. So bestand auch die Kerngruppe aus Kriegsrückkehrern und Generationsgenossen der Wandervogelbewegung.

Emil Bock, späterer „Erzoberlenker“, schrieb 1947: 

„Unser aller brennendes Verlangen zielte auf die religiöse Wirksamkeit. Die Krise des Zeitalters hat in uns die Überzeugung vertieft, daß der wesentliche Beitrag zur menschlichen Erneuerung auf dem innersten, dem religiösen Felde zu leisten wäre. Aber in den Kirchen zu wirken, schien uns unmöglich. Die zünftige Theologie verschlug uns den Atem. Nun waren wir Einzelne oder in kleinen Gruppen unabhängig voneinander auf die überragende Größe Rudolf Steiners aufmerksam geworden. Unsere staunende Bewunderung war insbesondere dadurch erregt, daß durch die Geistesforschung [Steiners], die den Bann des Materialismus real durchbrach, die unerwartetsten Lichter auf die Mysterien des Christentums fielen.“

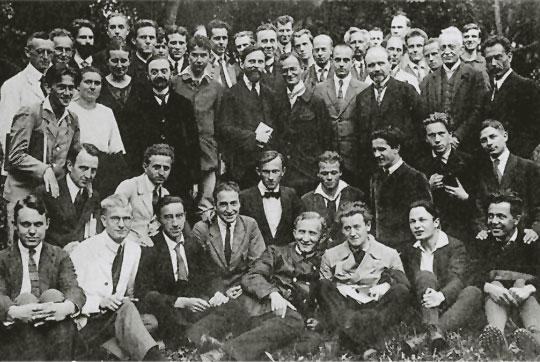
Gründungstag (16. September 1922) der Christengemeinschaft

Steiner bot im September 1921 in 29 Vorträgen im Dachsaal des Goetheanums in Dornach „Beratung und Unterweisung“ für die Gründung eines neuen Kultes. Für Steiner war das Gelingen einer religiösen Erneuerung an drei Bedingungen geknüpft: die Verkündung der Heilwahrheiten ohne Nutzung der überkommenen Begriffe der Kirche; die Gründung freier Gemeinden, außerhalb der bestehenden Kirchengemeinden, und schließlich eine aktive Gemeinschaftsbildung durch Kultushandlungen als Gegensatz zur Gemeinschaft durch die rechte Lehre.
Nach einer dreiwöchigen Vorbereitung in Breitbrunn am Ammersee reisten die 45 Gründer nach Dornach, wo im Goetheanum vom 6. bis zum 22. September 1922 die Gründungsschritte vollzogen wurden. In Dornach feierte Rittelmeyer am 16. September 1922 die erste „Menschenweihehandlung“ – wie das Abendmahl fortan genannt wurde – nach einer von Steiner entworfenen Liturgie, die dieser der römischen Messe in Abwandlungen entnommen hatte. Hierbei wurden auch die ersten zwölf Priester geweiht.

### Nach der Gründung und zur Zeit des Nationalsozialismus
Die Christengemeinschaft verbreitete sich schnell in zahlreichen deutschen Städten, bald auch in Prag, in der Schweiz, in Österreich, Norwegen, Holland, Schweden und England.
1933 wurde in Stuttgart das erste Priesterseminar gegründet, mit Gottfried Husemann als erstem Leiter, 1936 in Dresden und Den Haag die ersten eigenen Kirchen der Christengemeinschaft. Nach dem Verbot der Anthroposophischen Gesellschaft in Deutschland durch die Gestapo im November 1935 unterblieb das Verbot der Christengemeinschaft aufgrund ihres Charakters als christlicher Vereinigung zunächst.
Im Januar 1941 unternahm der dem Okkultismus zugeneigte Hitler-Stellvertreter Rudolf Heß den sogenannten „Englandflug“. Heß wurde u. a. durch Horoskope zu dieser geheimen Aktion, die zu Friedensverhandlungen mit England führen sollte, animiert. Hitler war außer sich, als er davon erfuhr. Er ordnete daraufhin die Aktion gegen Geheimlehren und sogenannte Geheimwissenschaften an. Umgesetzt wurde die Aktion vor allem durch Joseph Goebbels und Martin Bormann, die den Okkultismus strikt ablehnten. Im Rahmen dieser Aktion wurde die Christengemeinschaft verboten und einige Priester kamen zeitweilig in Haft.

### Nach dem Zweiten Weltkrieg
Historisches Zentrum der Christengemeinschaft ist Stuttgart, der Ort der größten Gemeinde im deutschsprachigen Raum. Hier hatte das höchste Leitungsamt, der „Erzoberlenker“, seinen Sitz. In der DDR hatte die Christengemeinschaft nach dem Zweiten Weltkrieg rund 30 Gemeinden, in der Bundesrepublik 70. Beim Wiederaufbau der Christengemeinschaft kamen zwei Nationalsozialisten zur Gemeinschaft: Friedrich Benesch und Werner Georg Haverbeck. Benesch, der 1947 zum Priester geweiht wurde und von 1957 an über Jahrzehnte als Seminarleiter der Christengemeinschaft in Stuttgart tätig war, wirkte in Siebenbürgen als Mitglied der Deutschen Volkspartei Rumäniens (DVR) und Kreisleiter; seine „braune“ Vergangenheit verschwieg er zeitlebens; sie wurde erst 2004 publik. Haverbeck, einst Leiter der Reichsmittelstelle für Volkstumsarbeit der NSDAP, wurde 1950 zum Priester geweiht. 1959 wurde er von seiner Priestertätigkeit wegen „linker Tendenzen“ beurlaubt. 1983 wurde er wieder in den Priesterkreis aufgenommen, aber gleichzeitig pensioniert. Er konnte 1978 und 1983 noch zwei Bücher im Urachhaus Verlag publizieren, distanzierte sich jedoch bis zu seinem Tod 1999 nie von seiner völkischen Vergangenheit und lieferte mit seinem 1989 erschienenen Buch Rudolf Steiner – Anwalt für Deutschland seinen Beitrag zur noch heute geführten Debatte über die politische Einschätzung Steiners.
Neue Gemeinden entstanden allmählich auch außerhalb Europas. Eine neue Kirche wurde z. B. 1966 in Bochum errichtet, ein neues Seminargebäude 1953 in Stuttgart. 1990 wurde eine Gemeinde in Prag möglich. Heute existieren aktive Gruppen oder Gemeinden in Nord- und Südamerika, Asien, Europa, Afrika und Australien.

## Verbreitung

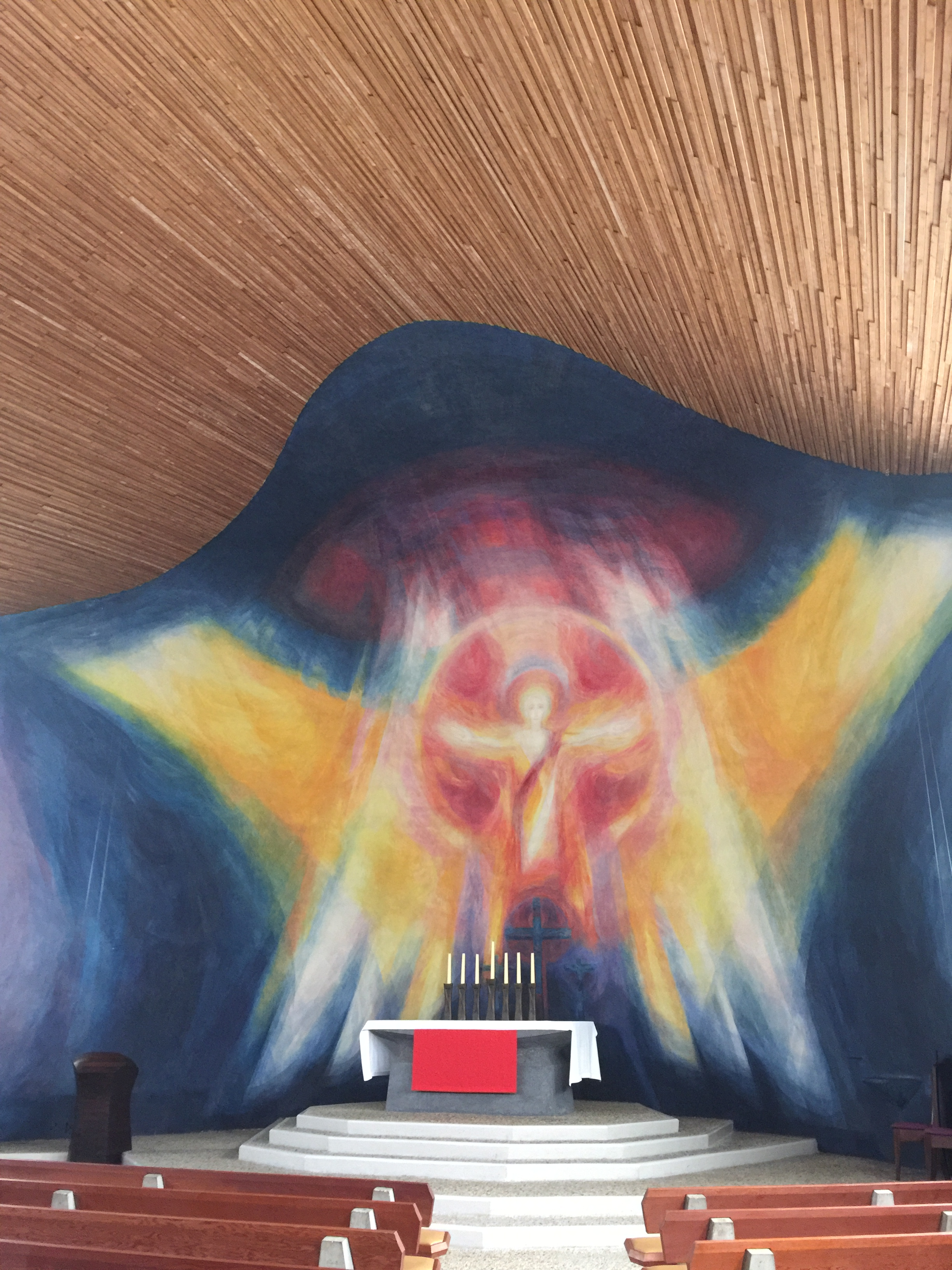
Innenraum der Andrieskerk der Christengemeinschaft in Amsterdam

Die Christengemeinschaft ist in 32 Ländern aktiv und hat weltweit nach eigenen Angaben etwa 35.000 Mitglieder. Es existieren Gemeinden auf allen Kontinenten. Da viele Besucher der Sakramente formal nicht Mitglied der Glaubensgemeinschaft sind, dürfte die Zahl der sogenannten „Freunde“ höher sein.
In Deutschland gibt es etwa 140 Gemeinden, in der Schweiz 14, in Österreich 6. In Deutschland hatte die Christengemeinschaft im Jahr 2002 etwa 10.000 Mitglieder sowie 50.000 Freunde. Nach anderer Quelle sind es 20.000 Mitglieder. Bei der Einordnung ist wichtig, dass für die Christengemeinschaft die getauften Kinder nicht als Mitglieder zählen, sondern nur Erwachsene, die selbstständig beigetreten sind.
In der Schweiz ist die Christengemeinschaft im Aargau, in Basel, Bern, Biel, Luzern, Graubünden, Genf, Kreuzlingen, Lausanne, Schaffhausen, St. Gallen, Losone, Lugano und Zürich vertreten.
Seit 1933 besteht in Stuttgart ein Priesterseminar, seit 2001 eines in Hamburg, seit 2019 ein weiteres in Vaughan bei Toronto in Kanada (zuvor seit 2003 in Spring Valley, Rockland County, New York, Vereinigte Staaten).

## Lehre
Eine offizielle, verbindliche Lehre gibt es nicht. Es gibt weder eine „Lehrgewalt“, noch haben die Träger der Lenkerämter eine Weisungsbefugnis gegenüber den (mit der gleichen Weihevollmacht versehenen) Pfarrern, sondern jeder Priester besitzt Lehrfreiheit und gilt als voller Repräsentant der Christengemeinschaft, soweit er nicht dem von ihm ausgeübten Kultus widerspricht.
Die „Christengemeinschaft“ versteht sich als „freie Kirche ohne Dogmen“, deshalb ist eine Festlegung auf ihre Lehrinhalte schwierig. Jedoch stammen ihre liturgischen Texte mit dem neugefassten Credo im Wortlaut von Rudolf Steiner und werden als unantastbar betrachtet. Die Gemeinschaft verwendet, ebenfalls angeregt von Steiner, in ihrem Ritus eine eigene religiöse Sprache, die sich vom traditionellen christlichen Sprachgebrauch unterscheidet. Die Christengemeinschaft veröffentlicht die Texte ihrer Kultushandlungen (Gottesdienste) nicht, da diese nicht gelesen und analysiert, sondern „erlebt“ werden sollen.
Die Christengemeinschaft stützt sich in ihrem Verständnis des Christentums einerseits auf die gesamte christliche Überlieferung, andererseits wesentlich auf die Anthroposophie, die in Übereinstimmung mit dem Neuen Testament in dem Tod und der Auferstehung Jesu Christi das entscheidende Mittelpunktsereignis der Menschheitsgeschichte sieht.
Die Christengemeinschaft ist bisher die einzige christliche Kirche, die in ihre Auseinandersetzung mit religiösen Fragen offen anthroposophisches Gedankengut einbezieht. Sie sieht sich selbst „in der Entwicklung des Christentums an der Stelle, wo ein drittes großes christliches Zeitalter aufgeht“ (Hans-Werner Schröder).

### Unterschiede zur christlichen Tradition

#### Christologie
Christus wird in der Liturgie als der Sohnesgott – in der Dreifaltigkeit: Vater, Sohn und Heiliger Geist – bezeichnet. Der Heilige Geist habe – so das Credo – „den Sohn der Maria zur Hülle des Christus bereitet“; Christus sei dann gekreuzigt worden, auferstanden und „seit dieser Zeit“ „Herr der Himmelskräfte auf Erden“ und „Vollführer der väterlichen Taten des Weltengrundes“.
Dies ist nach einigen Theologen der Christengemeinschaft so zu verstehen, dass sich Christus – im Unterschied zur christlichen Tradition – für drei Jahre in Jesus von Nazareth inkarniert und in ihm den irdischen Tod erlebt habe. Nach seinem Tod am Kreuz und dessen Überwindung sei er zum „Ich“ der neu werdenden Erde geworden, deren Aura sich verändert habe und die dadurch auch einen Weg der Vergeistigung betreten habe. Die Wiederkunft Christi geschehe stufenweise, als ätherischer, astraler und kosmischer Christus.

#### Menschenbild und Erlösung
Das Bekenntnis (Credo) bezeichnet Christus als denjenigen, durch den „die Menschen die Wiederbelebung des ersterbenden Erdendaseins erlangen“. „Im Tode wurde er Beistand der verstorbenen Seelen, die ihr göttliches Sein verloren hatten. […] Er wird einst sich vereinen zum Weltenfortgang mit denen, die Er durch ihr Verhalten dem Tode der Materie entreißen kann.“
Anthroposophen sind davon überzeugt, dass der Mensch in seinem Kern, dem „Ich“, ein geistiges Wesen ist und in diesem Sinn ein „Ebenbild Gottes“. Dieses Ich entwickele sich aus einem gottgeschaffenen Keim in fortgesetzten Inkarnationen allmählich zu einer schöpferischen Individualität („Gleichnis Gottes“).

#### Schöpfungslehre und Eschatologie
Das Credo spricht zu Beginn von Gott als dem „Daseinsgrund“, der „väterlich seinen Geschöpfen vorangeht“.
Anstelle der Schöpfung einer „fertigen“ Welt postuliert die Anthroposophie einen evolutionären, immerwährenden Weltprozess, was in der Regel auch die Theologen der Christengemeinschaft vertreten. In einem früheren Weltenzustand seien Geist und Physis noch nicht getrennt gewesen (und die Physis weniger fest als heute). Der Kosmos mache eine stufenweise Entwicklung durch, hin zu einer Welt des Geistes, so verstanden als „Auferstehung des Fleisches“ hin zu einer (Wieder-)Einswerdung mit Gott.

## Sakramente

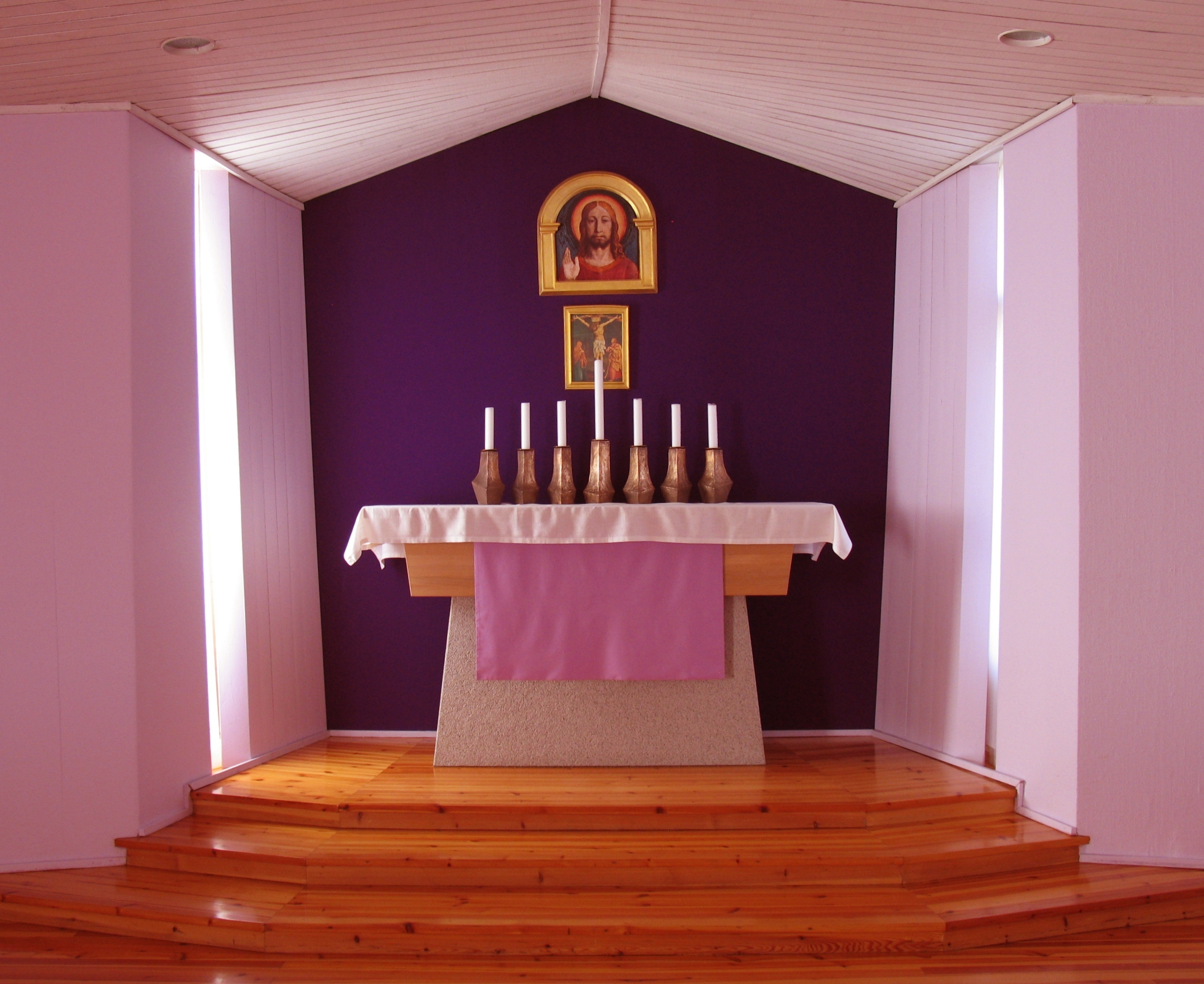
Altar der Christengemeinschaft in Helsinki

Die Christengemeinschaft sieht sich als Kultusgemeinschaft. Ihre zentrale Feier ist die Menschenweihehandlung, die formal gesehen in ihrer Liturgie mit den Hauptteilen „Evangeliumlesung – Opferung – Wandlung – Kommunion“ Ähnlichkeiten zur römisch-katholischen Eucharistiefeier aufweist. An der Menschenweihehandlung (mit der Wandlung von Brot und Wein in Leib und Blut Christi und der Kommunion) kann jeder interessierte Erwachsene ohne weitere Voraussetzung teilnehmen.
Nach Auffassung der Christengemeinschaft werden in den Sakramenten den Gläubigen die verwandelnden Christuskräfte verliehen. Die Übung im Gemeindeleben miteinander erstreckt sich unter anderem darauf, dies auch bewusst nachzuvollziehen. Es werden prinzipiell keine Erkenntnis- und Erfahrungsgrenzen angenommen.
Man spricht in der Christengemeinschaft vom „Kreis der Sakramente“: Um das Zentralsakrament, die „Menschenweihehandlung“ mit oder ohne Predigt, die vom Erwachsenen sonntäglich, aber auch bis zu täglich besucht werden kann, scharen sich die sechs anderen Sakramente. Die Priesterweihe, die Konfirmation und die Taufe können nur einmal im Leben eines Menschen vollzogen werden, die letzte Ölung ggf. auch mehrfach, wenn es sich um jeweils neue Erkrankungen handelt, die nach menschlichem Ermessen zum Tode führen. Das Beichtsakrament (Verarbeitung und Bejahung der eigenen Biographie) und das Altarsakrament (die Wandlung von Brot und Wein in Leib und Blut Christi) lassen sich in der Wiederholung durch die freie Initiative des einzelnen Menschen ganz wesentlich vertiefen.
Das Sakrament der Taufe wird in der Christengemeinschaft mit den Substanzen Wasser, Salz und Asche vollzogen. Die trinitarische Taufformel wird nicht im traditionellen Wortlaut („im Namen des Vaters, des Sohnes und des Heiligen Geistes“) angewendet. Der Täufling wird zudem mit dem Wasser nicht übergossen, sondern nur benetzt. Diese Taufe wird von den meisten anderen christlichen Kirchen nicht anerkannt. Im Unterschied zur allgemeinen Auffassung hat die Taufe bei der Christengemeinschaft nichts mit Sündenvergebung zu tun, da man die Auseinandersetzung mit Sünde und Erlösung dem Leben der Erwachsenen zuordnet. Sie orientiert den Menschen auf die Beziehung zur „Gemeinde des Christus Jesus“. Mitglied in der Christengemeinschaft wird man nicht durch die Taufe, sondern durch eigenen Entschluss als Erwachsener.

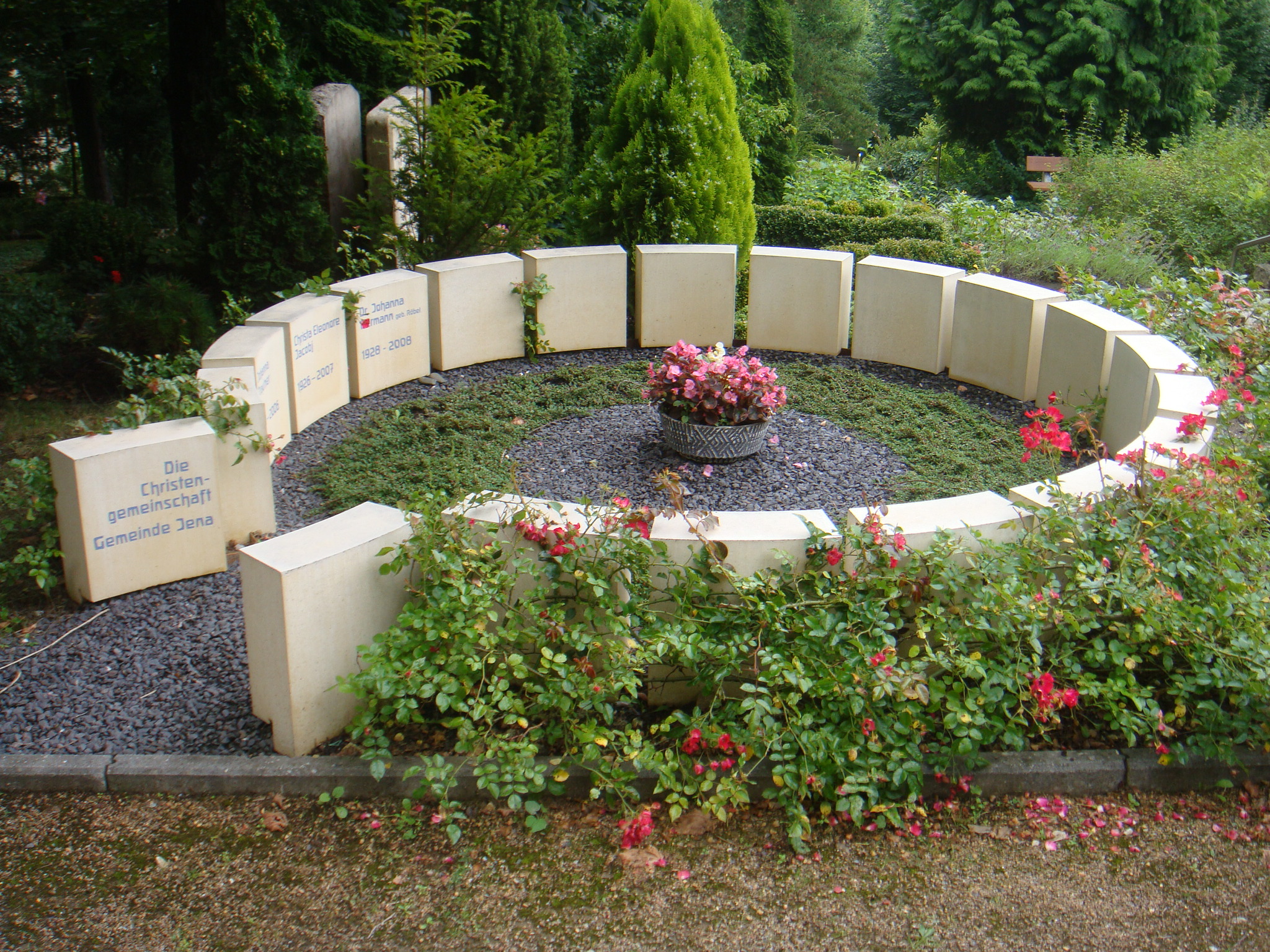
Gemeinschaftsgrab auf dem Jenaer Nordfriedhof

Die weiteren Sakramente der Christengemeinschaft sind:
- Konfirmation
- Beichte
- Trauung
- Priesterweihe
- Sterbeölung

Darüber hinaus gibt es an kultischen Handlungen:
- Die Sonntagshandlung für die Kinder
- Die kultische Feier am Ende eines Tages (zum Beispiel auf Tagungen)
- Die große Form der Predigt
- Die Bestattung: 1. Aussegnung, 2. Erd- oder Feuerbestattung
- Die Kinderbestattung

Die Sakramente werden vom Priester jeweils in festgeschriebener Weise und in liturgischen Gewändern mit jahreszeitlich zum Teil unterschiedlichen Wortlauten und Farben durchgeführt. Die Frauenordination besteht seit der Gründung. Der Kultus wird in der jeweiligen Landessprache vollzogen.

## Organisation

### Rechtliche und wirtschaftliche Organisation

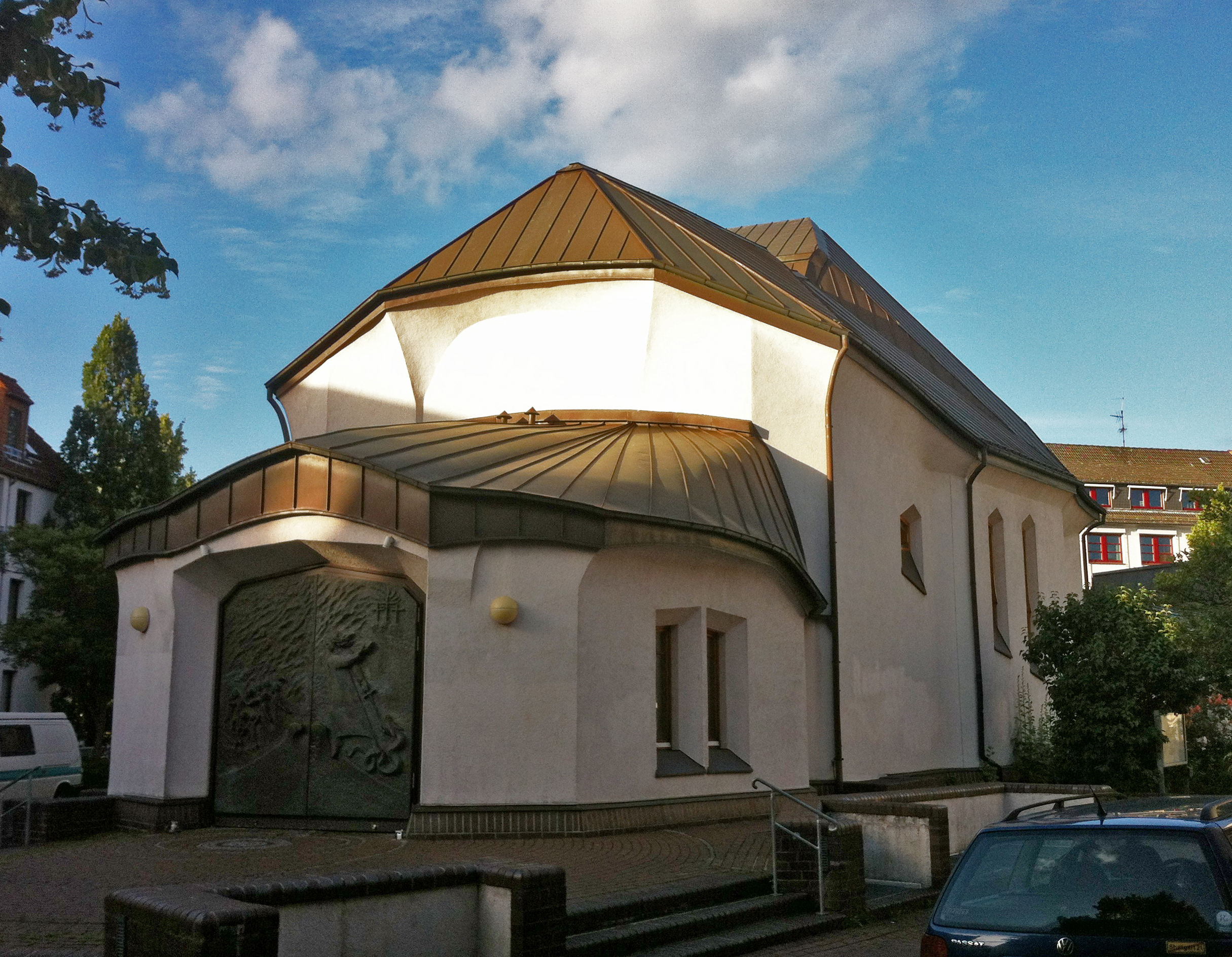
Michaelkirche der Christengemeinschaft in Bremen

Die Christengemeinschaft ist in wirtschaftlicher und rechtlicher Hinsicht als Stiftung niederländischen Rechts unter dem Namen Stichting de Christengemeenschap (international) eingetragen. Zumeist wird die Stiftung mit dem englischen Namen Foundation genannt. Die Niederländische Stiftung fungiert als Trägerin der Gesamtbewegung für alle Gemeinden weltweit. Innerhalb der Foundation existieren 18 Regionen als selbstständige Einheiten. Das Hauptforum der Foundation ist das Council. Dieses trifft sich alle zwei Jahre und wählt ein Executive Committee aus den Mitgliedern des Council, das zwischen den Sitzungen des Council über die wirtschaftlichen Entscheidungen berät. Die Umsetzung und das Tagesgeschäft obliegt dem hauptamtlichen Geschäftsführer Thomas Nayda in Berlin.
In Deutschland sind die Gemeinden regional zu Körperschaften des öffentlichen Rechts zusammengeschlossen. Die Christengemeinschaft hat damit die gleichen Rechte und Pflichten wie die anderen als Körperschaften des öffentlichen Rechts anerkannten Religionsgemeinschaften. Auf das Recht der Einziehung von Kirchensteuern durch den Staat verzichtet die Christengemeinschaft jedoch ausdrücklich. Sie wird finanziell durch freiwillige Beiträge und Spenden ihrer Mitglieder und Freunde getragen. Das Gehalt der Priester bezahlt die Gemeinde selbst und es richtet sich nach der wirtschaftlichen Situation derselbigen.
In Österreich ist die Christengemeinschaft eine staatlich eingetragene religiöse Bekenntnisgemeinschaft. Ansuchen um staatliche Anerkennung als Religionsgemeinschaft wurden bisher zurückgewiesen; einer Beschwerde beim Europäischen Gerichtshof für Menschenrechte wurde 2009 wegen nicht sachlich gerechtfertigter Benachteiligung gegenüber den anerkannten Religionsgemeinschaften stattgegeben.
In der Schweiz ist die Christengemeinschaft als Verein organisiert; im Kanton Basel-Stadt ist sie als Religionsgemeinschaft öffentlich, obgleich weder öffentlich-rechtlich noch spezial-gesetzlich, anerkannt.

### Geistliche Organisation
Die Christengemeinschaft ist in ihrer Priesterschaft hierarchisch aufgebaut. Die Hierarchie betrifft allerdings nicht eine durch Weihegrade gestufte „geistliche Autorität“ – es gibt nur eine Priesterweihe, alle Priester haben grundsätzlich die gleiche Weihevollmacht und Lehrfreiheit –, sondern ist eine interne Ordnung, welche die Entsendung der Gemeindepfarrer und die ordnungsgemäße Ausübung des Kultus zur Aufgabe hat. Die einzelnen Gemeinden werden in verschiedenen Regionen zusammengefasst, denen jeweils ein Lenker zugeordnet ist. An ihrer Spitze stehen zwei Oberlenker und der Erzoberlenker, die für das Ganze der Christengemeinschaft verantwortlich sind. Sie bilden zusammen mit vier Lenkern das eigentliche Leitungsgremium: den sogenannten Siebenerkreis mit Sitz in Berlin.

#### Die Gründungs-Leitung von 1922
- Als Oberlenker: Friedrich Rittelmeyer, Emil Bock und Johannes Werner Klein
- Als Titular-Oberlenker(in): Gertrud Spörri
- Als Lenker: Johannes Perthel, Friedrich Doldinger und Alfred Heidenreich

Rittelmeyer übernahm am 24. Februar 1925 das neugeschaffene Amt des Erzoberlenkers.

#### Die Erzoberlenker
- Ab 1925: Friedrich Rittelmeyer
- Ab 1938: Emil Bock
- Ab 1960: Rudolf Frieling
- Ab 1986: Taco Bay
- Ab 2005: Vicke von Behr-Negendanck
- Ab 2021: João Torunsky

### Gemeindemitgliedschaft
Die Mitgliedschaft in der Christengemeinschaft erfolgt auf eigenen Entschluss als Erwachsener, wie bei den sogenannten Freiwilligkeitskirchen. Bei den meisten christlichen Kirchen wird der Gläubige durch die Taufe oder Konfirmation bzw. Firmung in die Gemeinschaft der Kirche aufgenommen. Die Aufnahme in die Christengemeinschaft erfolgt durch ein Gespräch mit einem Priester der örtlichen Gemeinde. Es wird seitens der Christengemeinschaft von manchen Pfarrern nahegelegt, die Mitgliedschaft in anderen Kirchen aufzugeben. Dies ist aber keine Bedingung für die Mitgliedschaft. De facto existieren viele Doppelmitgliedschaften.

### Priesterseminare
Die Christengemeinschaft hat im deutschen Sprachraum Priesterseminare in Stuttgart und Hamburg, ferner ein Proseminar (berufsbegleitendes Priesterseminar) in Krefeld (bis 2013 in Köln). Das Studium ist auf drei Jahre angelegt und schließt verschiedene Praktika in Gemeinden, aber auch in Schulen, Krankenhäusern, Altenheimen oder in der Hospizbewegung ein. Die Vorbereitung auf die Priesterweihe kann sich danach als sechsmonatige Ausbildung gemeinsam mit den Studenten der anderen Priesterseminare der Christengemeinschaft anschließen. Außerdem befindet sich noch ein Priesterseminar in Toronto, Kanada.

## Ökumene
Die Christengemeinschaft versteht sich als ein Teil der einen Kirche Jesu Christi, der „alle angehören, die die heilbringende Macht des Christus empfinden“. Andere christliche Gemeinschaften werden genauso als Teile dieser einen Kirche anerkannt.
Andererseits gibt es aus Sicht anderer christlicher Kirchen theologische Vorbehalte, aufgrund deren die Christengemeinschaft bis heute weder Mitglied im Ökumenischen Rat der Kirchen (ÖRK) noch in der Arbeitsgemeinschaft Christlicher Kirchen in Deutschland (ACK) ist. Sie hat sich bemüht, in die ACK aufgenommen zu werden, wurde aber nach eigenen Angaben gebeten, diesen Antrag offiziell noch nicht zu stellen, weil dafür derzeit das einstimmige „Ja“ aller Mitgliedskirchen nicht zu erwarten sei.
Auch die Taufe der Christengemeinschaft wird von den Mitgliederkirchen dieser Gemeinschaften nicht anerkannt. Die Christengemeinschaft erkennt hingegen die Taufen der genannten Kirchen an. Die Christengemeinschaft selbst erklärte in den 1990er Jahren: „Die Christengemeinschaft versteht sich als Teil der einen Kirche Jesu Christi und erkennt in diesem Sinn die Evangelische Kirche an. Sie bejaht die Basisformel des Ökumenischen Rates der Kirchen.“
Die Christengemeinschaft ist Mitglied der interreligiösen Arbeitsgemeinschaft der Kirchen und Religionsgesellschaften (AKR) in Berlin.

## In der Sicht anderer christlicher Vereinigungen

### Bewertung durch die christlichen Kirchen
Die Taufe der Christengemeinschaft wird von der Evangelischen Kirche in Deutschland wie auch von der römisch-katholischen und den orthodoxen Kirchen nicht anerkannt, insbesondere deshalb, weil nicht die trinitarische Taufformel („im Namen des Vaters und des Sohnes und des Heiligen Geistes“ [Mt 28,19]) verwendet wird.
Zwischen Vertretern der evangelischen Kirche und der Christengemeinschaft hat es vielfältige Gespräche gegeben, von denen auch Ergebnisse publiziert wurden. Aus solchen Gesprächen ist z. B. die Veröffentlichung vom Evangelischen Oberkirchenrat Stuttgart (Hrsg.) Zur Frage der Christlichkeit der Christengemeinschaft – Beiträge zur Diskussion hervorgegangen.
Die Evangelische Zentralstelle für Weltanschauungsfragen kommt in ihrem Online-Lexikon zu der Einschätzung, dass die Christengemeinschaft sich durch eine „Abhängigkeit von anthroposophischen Überzeugungen“ – nicht zuletzt wegen des verbindlichen Kultuswortlautes – „von biblisch gewonnenen Grundeinsichten, denen sich die christlichen Kirchen verpflichtet wissen“, entfremdet, und sieht in der Taufe der Christengemeinschaft, u. a. wegen der darin enthaltenen Annahme einer vorgeburtlichen Existenz der Seele, ein abweichendes Taufverständnis. Aus Sicht der Evangelischen Zentralstelle für Weltanschauungsfragen „handelt es sich bei der ‚Christengemeinschaft – Bewegung für religiöse Erneuerung‘ um ein anthroposophisch interpretiertes Christentum neben den konfessionellen Kirchen.“

### Kritik innerhalb der anthroposophischen Bewegung
Der Christengemeinschaft begegnet innerhalb der anthroposophischen Bewegung zum Teil Widerspruch. Schon kurz nach ihrer Gründung gab es heftige Auseinandersetzungen und Missverständnisse zwischen Anthroposophen und Priestern der Christengemeinschaft. Einzelne Pfarrer rekrutierten ihre Gemeindemitglieder fast ausschließlich aus Mitgliedern und Freunden der Anthroposophischen Gesellschaft. Rudolf Steiner musste ein „klärendes Wort“ bezüglich der angemessenen Unterscheidung zwischen den beiden Bewegungen sprechen und grenzte sie hier deutlich voneinander ab.
Das „Forum Kultus, Forum Freier Christen“ unterstellt der Christengemeinschaft unter Verweis auf Äußerungen Rudolf Steiners einen „kultischen Alleinvertretungsanspruch für die anthroposophische Bewegung“ und bestreitet dessen Berechtigung. Das Forum sieht das Zwei-Stände-System von Klerikern und Laien als kultushistorisch alten Weg. Weiterhin nutzt es auch Rituale der Christengemeinschaft und hat diese teilweise für eigene laienpriesterliche Verwendung im Wortlaut angepasst. Die Initiative behauptet, Rudolf Steiner habe die Rituale eigentlich ursprünglich zur freien laienpriesterlichen Verwendung gegeben. Dem Forum und seiner unrechtmäßigen Aneignung der Rituale trat die Christengemeinschaft 1999 in schriftlichen Stellungnahmen entgegen. Auch mitstenographierte und inzwischen veröffentlichte Äußerungen Rudolf Steiners im Zusammenhang der Übergabe des Kultus an die Priesterschaft der Christengemeinschaft widersprechen explizit der Ansicht des Forums.

## Aus religionssoziologischer Perspektive
Religionssoziologisch wurde die Christengemeinschaft im 20. Jahrhundert als Sekte eingestuft bzw. in verdeutschter und nicht abwertend geprägter Begrifflichkeit als „Sondergruppe“ oder Sondergemeinschaft. Während die Christengemeinschaft dieser Klassifizierung als Sekte widerspricht, besteht in Wissenschaft und Forschung sowie Teilen der Presse Konsens darüber.

### Seitens der Christengemeinschaft
Aus der kaum mehr zu überblickenden Literatur – eine Bibliographie existiert nicht – werden nur neuere Titel angeführt, die sich im engeren Sinn mit der Geschichte oder der Zielsetzung der Christengemeinschaft befassen. Als „erste hinführende Orientierung“ ist die Schrift von Johannes Lenz gemeint; als eigentliches Standardwerk mit ausführlichen Hinweisen zur gesamten „hauseigenen“ Literatur kann die Darstellung von Hans-Werner Schroeder betrachtet werden.
- Johannes Lenz: Die Christengemeinschaft – Eine Einführung. o. O. und o. J. [1978] (nicht über den Buchhandel vertriebene, 32-seitige Broschüre).
- Hans-Werner Schroeder: Die Christengemeinschaft – Entstehung, Entwicklung, Zielsetzung. 2. Auflage. Urachhaus, Stuttgart 2001, ISBN 3-87838-649-4.
- Michael Debus: Auferstehungskräfte im Schicksal. Die Sakramente der Christengemeinschaft. Urachhaus, Stuttgart 2006, ISBN 3-8251-7526-X.
- Rudolf F. Gädeke: Die Gründer der Christengemeinschaft. Ein Schicksalsnetz. 48 kurze Biographien mit Abbildungen und Dokumenten (= Pioniere der Anthroposophie, 10). Verlag am Goetheanum, Dornach 1992, ISBN 3-7235-0639-9.
- Wolfgang Gädeke: Man kommt auch mit wenig Sünden aus … – Anekdoten aus der Christengemeinschaft. 2. Auflage. Urachhaus, Stuttgart 2002, ISBN 3-8251-7158-2.
- Alfred Heidenreich: Aufbruch. Die Gründungsgeschichte der Christengemeinschaft. Urachhaus, Stuttgart 2000; Original: Growing Point, London 1965.
- Frank Hörtreiter: Die Christengemeinschaft im Nationalsozialismus. Urachhaus, Stuttgart 2021, ISBN 978-3-8251-5282-6.
- Tom Ravetz: Vom Dogma befreit. Erfahrungswege zur Theologie der Christengemeinschaft. Stuttgart 2010, ISBN 978-3-8251-7693-8.
- Rudolf Steiner: Vorträge und Kurse über christlich-religiöses Wirken (5 Bände). Rudolf Steiner Verlag, Dornach:
  - Band 1: Anthroposophische Grundlagen für ein erneuertes christlich-religiöses Wirken. Sechs Vorträge und zwei Besprechungen, Stuttgart 12. bis 16. Juni 1921. 1993, ISBN 3-7274-3420-1.
  - Band 2: Vorträge und Kurse über christlich-religiöses Wirken. Spirituelles Erkennen – Religiöses Empfinden – Kultisches Handeln. Neunundzwanzig Vorträge und Diskussionsstunden, Dornach 26. September bis 10. Oktober 1921. 1993, ISBN 3-7274-3430-9.
  - Band 3: Vorträge bei der Begründung der Christengemeinschaft. Neunzehn Vorträge, Gespräche und Fragenbeantwortungen in Dornach vom 6. bis 22. September 1922. 1994, ISBN 3-7274-3440-6.
  - Band 4: Vom Wesen des wirkenden Wortes. vier Vorträge mit Fragenbeantwortungen, gehalten in Stuttgart vom 11. bis 14. Juli 1923. 1994, ISBN 3-7274-3450-3.
  - Band 5: Apokalypse und Priesterwirken. Achtzehn Vorträge, Gespräche und Fragenbeantwortungen in Dornach vom 12. bis 22. September 1924, Dornach 1995. 2. Auflage, 2001, ISBN 3-7274-3460-0.
- Wolfgang Weirauch (Hrsg.): Die Christengemeinschaft heute. Anspruch und Wirklichkeit (= Flensburger Hefte, 35). Flensburg 1991, ISBN 3-926841-42-7.
- Wolfgang Weirauch (Hrsg.): Erkenntnis und Religion. Zum Verhältnis von Anthroposophischer Gesellschaft und Christengemeinschaft (= Flensburger Hefte, 22). Flensburg 1988, ISBN 3-926841-13-3.
- Wolfgang Weirauch (Hrsg.): Erneuerung der Religion. Die Christengemeinschaft. Sakramente. Kirche und Kultus (= Flensburger Hefte, 14). Flensburg 1986, ISBN 3-926841-07-9.

### Aus traditioneller christlicher Sicht
- Evangelischer Oberkirchenrat Stuttgart (Hrsg.): Zur Frage der Christlichkeit der Christengemeinschaft. Beiträge zur Diskussion. Markstein, Stuttgart 2004; 2. Auflage 2005.
- Lothar Gassmann: Anthroposophie und Christentum:
  - Band 1: Biographisches. Leben und Werk von Rudolf Steiner, Friedrich Rittelmeyer, Emil Bock und Rudolf Frieling. Fromm, Saarbrücken 2011, ISBN 978-3-8416-0177-3.
  - Band 2: Die Lehren im Vergleich: Spiritualität, Bibelverständnis, Gottesbild, Christosophie, Erlösung. Fromm, Saarbrücken 2011, ISBN 978-3-8416-0178-0.
- Hartmut Höfener: Die Christengemeinschaft und die Evangelische Kirche in Deutschland gegeneinander, nebeneinander oder miteinander? Ständiger Ausschuß „Weltmission und Ökumene“ der Vereinigten Kirchenkreise Dortmund und Lünen, 1996.
- Joachim Müller (Hrsg.): Anthroposophie und Christentum. Eine kritisch-konstruktive Auseinandersetzung. Paulus, Freiburg 1995, ISBN 3-7228-0360-8.
- Wilhelm Stählin (Hrsg.): Evangelium und Christengemeinschaft. Johannes Stauda, Kassel 1953.
- Klaus von Stieglitz: Rettung des Christentums? Anthroposophie und Christengemeinschaft – Darstellung und Kritik. Kreuz, Stuttgart 1965.
- Die Christengemeinschaft. In: Handbuch Religiöse Gemeinschaften. Herausgegeben im Auftrag der Vereinigten Evangelisch-Lutherischen Kirche in Deutschland (VELKD) von Hans Krech und Matthias Kleiminger. 6., neu bearb. und erw. Auflage. Gütersloher Verlagshaus, Gütersloh 2006, ISBN 3-579-03585-1, S. 272–286.

### Biografisches
- Maria Krehbiel-Darmstädter: Briefe aus Gurs und Limonest 1940–1943. Kompilation und Hg. Walter Schmitthenner. Lambert Schneider, Heidelberg 1970 (ohne ISBN).[42]